# Octavian (rapper)
Octavian Oliver Lanoire, noto semplicemente come Octavian e nato Godji (Lilla, 22 gennaio 1996), è un rapper francese con cittadinanza britannica.

## Biografia
Octavian ha guadagnato fama dopo aver pubblicato l'album in studio Spaceman (2018), il suo primo LP a entrare la Official Albums Chart. Dopodiché ha ottenuto il suo primo ingresso nella top forty della Official Singles Chart con Papi Chulo, una collaborazione con Skepta certificata oro dalla British Phonographic Industry e platino dalla Recorded Music NZ. Anche Bet ha superato le 200 000 unità certificate dalla BPI e le 15 000 in suolo neozelandese.
Il secondo disco Alpha, originariamente previsto per l'uscita nel novembre 2020, è stato pubblicato circa un anno e mezzo più tardi dopo che la Black Butter ha licenziato l'artista a seguito delle accuse di violenza provenienti da parte della sua ex partner.

## Discografia

### Album in studio
- 2018 – Spaceman
- 2022 – Alpha

### EP
- 2017 – Essie World

### Mixtape
- 2019 – Endorphins
- 2023 – 22

### Singoli
- 2017 – Party Here
- 2018 – 100 Degrees (feat. Sam Wise)
- 2018 – Hands
- 2018 – Little
- 2018 – Revenge
- 2019 – Stressed (con i Take a Daytrip)
- 2019 – Bet (feat. Skepta & Michael Phantom)
- 2019 – Lit (feat. ASAP Ferg)
- 2020 – Papi Chulo (con Skepta)
- 2020 – Poison (feat. Take a Daytrip, Obongjayar & Santi)
- 2020 – Rari (Chapter 1)
- 2020 – Famous (con Gunna e Saint Jhn)
- 2022 – Lotion Boy (feat. Michael Phantom)
- 2022 – Blicky
- 2022 – Feel
- 2023 – Special Again
- 2023 – Talk Less (con DJ Lewis)
- 2024 – Zero